# Skurcz zeta

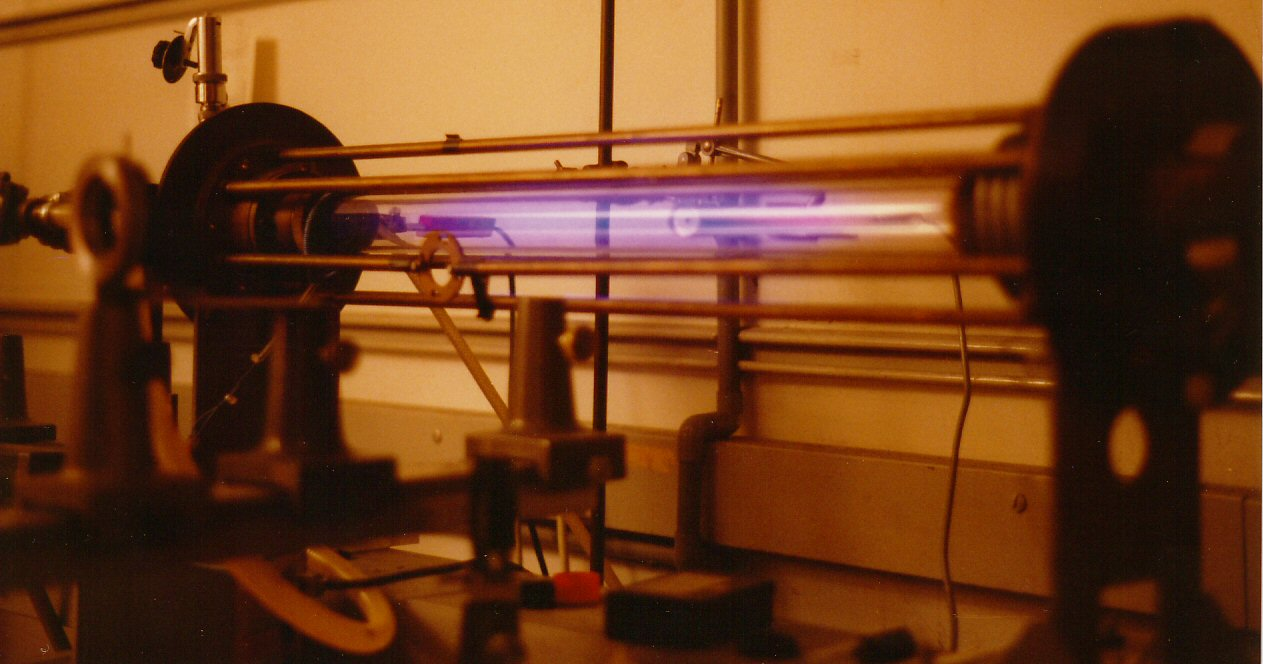
Laboratoryjny skurcz zeta ukazujący żarzenie z rozrzedzonej plazmy wodorowej. Prąd jonizacji przepływa przez gaz i powraca prętami wokół pojemnika z plazmą.

Skurcz zeta jest rodzajem skurczu plazmy, układem, w którym plazma poddana działaniu prądu elektrycznego deformuje się i kurczy pod wpływem własnego pola magnetycznego. Z początku zjawisko określano po prostu mianem skurczu plazmy lub skurczu Bennetta, ale wprowadzenie pojęcia skurczu theta spowodowało potrzebę doprecyzowania.
Nazwa pochodzi od kierunku prądu w plazmie - wzdłuż osi standardowo oznaczanej Z na wykresie. Każde urządzenie, powodujące efekt skurczu poprzez prąd płynący w tym kierunku jest poprawnie określone przez system skurczu zeta i obejmuje to szeroki wachlarz urządzeń. Pierwsze zastosowania skupiały się na badaniach fuzji jądrowej w urządzeniach w kształcie toroidu, z osią Z idącą wewnątrz rury. Nowoczesne urządzenia są z reguły cylindryczne i wykorzystuje się je do generowania intensywnych promieni rentgena do badań broni jądrowej oraz innych celów.

## Fizyka
Skurcz zeta jest przykładem zastosowania siły Lorentza, która działa na cząstkę naładowaną poruszającą się w polu magnetycznym. Siła ta powoduje na przykład przyciąganie się dwóch równoległych przewodów, w których płynie prąd w tym samym kierunku (zgodnie z prawem Ampère’a). W maszynie skurczu zeta przewody zastąpione są plazmą, którą można traktować jak zwielokrotniony przewód przewodzący prąd. Kiedy w plazmie przemieszcza się prąd, jej cząstki są przyciągane do siebie pod wpływem siły Lorentza, co powoduje obkurczanie się plazmy. Skutkiem jest zwiększenie się gęstości i ciśnienia plazmy.
W maszynach skurczu zeta prąd jest z reguły dostarczany przez duży zespół kondensatorów i wyzwalany iskrownikiem. Taki układ nazywa się generatorem Marxa. Prąd jest dostarczany do plazmy za pomocą jakiegoś rodzaju układów. Z reguły są to elektrody na końcach cylindrycznej rury próżniowej, alternatywnie może to być elektromagnes na zewnątrz tuby. Gaz w tubie jest wstępnie jonizowany w celu uczynienia go przewodnikiem. Kiedy prąd płynie przez plazmę, ściska ją w mniejszy cylinder, dopóki siła magnetyczna nie zrównoważy ciśnienia. Gdy przewodność plazmy jest dobra (porównywalna z miedzią), energia ze źródła jest szybko uwalniana w strumień prądu. Urządzenia skurczu zeta są więc pulsacyjne z natury.
Maszyny skurczu zeta różnią się od swoich lepiej przestudiowanych toroidalnych odpowiedników. Gdy plazma jest przewodnikiem, pole magnetyczne łatwo indukuje w niej prąd. W praktycznych zastosowaniach plazmę umiejscawia się wewnątrz rdzenia transformatora tak, że plazma sama w sobie pełni funkcję drugiego uzwojenia. Gdy puści się prąd do uzwojenia pierwotnego, pole magnetyczne indukuje się również w plazmie. Indukcja wymaga zmiany pola magnetycznego w czasie, a w większości projektów reaktorów indukowany prąd ma płynąć w jednym kierunku, dlatego prąd w transformatorze trzeba zwiększać z upływem czasu. Stwarza to limit dla czasu oraz pola magnetycznego, niezależnie od rodzaju źródła zasilania.

## Różne maszyny skurczu zeta
Maszyny wykorzystujące skurcz zeta znajdują się w różnych instytucjach, m.in. University of Nevada, Reno (USA), Cornell University (USA), University of Michigan (USA), Sandia National Laboratories (USA), University of California, San Diego (USA), University of Washington (USA), Ruhr University Bochum (Niemcy), Imperial College (Wielka Brytania), École polytechnique (Francja) oraz Instytut Naukowy Weizmana (Izrael).